# Clasificación para la Copa Mundial de Fútbol de 2002
Un total de 199 equipos participaron en la fase de Clasificación para la Copa Mundial de Fútbol de 2002, compitiendo por un total de 32 plazas en el torneo final. Corea del Sur y Japón, como los coanfitriones, y Francia, como los campeones defensores, clasificaron en forma automática, dejando 29 cupos disponibles.
Las 32 plazas para la Copa Mundial de la FIFA de 2002 fueron distribuidas entre las zonas continentales de la siguiente forma:
- Europa (UEFA): 14.5 plazas, una de ellas fue asignada automáticamente a Francia, mientras que las otras 13.5 fueron disputadas por 50 equipos. El ganador de la 0.5 plaza avanzó a la repesca interncontinental (contra un equipo de la AFC).
- Sudamérica (CONMEBOL): 4.5 plazas, disputadas por 10 equipos. El ganador de la 0.5 plaza avanzó a la repesca intercontinental (contra un equipo de la OFC).
- América del Norte, Central y el Caribe (CONCACAF): 3 plazas, disputadas por 35 equipos.
- África (CAF): 5 plazas, disputadas por 51 equipos.
- Asia (AFC): 4.5 plazas, 2 de ellas fueron asignadas a Corea del Sur y Japón, mientras que las otras 2.5 plazas fueron disputadas por 40 equipos. El ganador de la 0.5 plaza avanzó a la repesca intercontinental (contra un equipo de la UEFA).
- Oceanía (OFC): 0.5 plaza, disputada por 10 equipos. El ganador de la 0.5 plaza avanzó a la repesca intercontinental (contra un equipo de CONMEBOL).

Un total de 193 equipos jugó al menos un partido clasificatorio. Se jugaron un total de 777 partidos clasificatorios y se anotaron 2452 goles (un promedio de 3.17 por partido).

## Zonas continentales

### Europa (UEFA)
Grupo 1 - Rusia clasificó. Eslovenia avanzó a la Repesca de la UEFA.
Grupo 2 - Portugal clasificó. la República de Irlanda avanzó a la Repesca Intercontinental AFC/UEFA
Grupo 3 - Dinamarca clasificó. La República Checa avanzó a la Repesca de la UEFA.
Grupo 4 - Suecia clasificó. Turquía avanzó a la Repesca de la UEFA.
Grupo 5 - Polonia clasificó. Ucrania avanzó a la Repesca de la UEFA.
Grupo 6 - Croacia clasificó. Bélgica avanzó a la Repesca de la UEFA.
Grupo 7 - España clasificó. Austria avanzó a la Repesca de la UEFA.
Grupo 8 - Italia clasificó. Rumania avanzó a la Repesca de la UEFA.
Grupo 9 - Inglaterra clasificó. Alemania avanzó a la Repesca de la UEFA.
Repescas - Bélgica, Alemania, Eslovenia y Turquía clasificaron sobre la Républica Checa, Ucrania, Rumania, y Austria respectivamente.

### Sudamérica (CONMEBOL)
Argentina, Ecuador, Brasil y Paraguay clasificaron. Uruguay avanzó a la  Repesca Intercontinental de la CONMEBOL/OFC.

### América del Norte, Central y el Caribe (CONCACAF)
Costa Rica, México y Estados Unidos clasificaron.

### África (CAF)
Grupo A - Camerún clasificó.
Grupo B - Nigeria clasificó.
Grupo C - Senegal clasificó.
Grupo D - Túnez clasificó.
Grupo E - Sudáfrica clasificó.

### Asia (AFC)
Grupo A - Arabia Saudita clasificó. Irán avanzó a la Repesca de la AFC.
Grupo B - la República Popular China clasificó. Los Emiratos Árabes Unidos avanzaron a la Repesca de la AFC.
Play-off - Irán avanzó a la Repesca Intercontinental AFC/UEFA sobre los Emiratos Árabes Unidos.

### Oceanía (OFC)
Australia avanzó a la Repesca Intercontinental de la CONMEBOL/OFC.

## Repescas Intercontinentales
Los equipos jugaron partidos de ida y vuelta. El ganador de la serie clasificaría.

### Repesca Intercontinental UEFA–AFC
| 10 de noviembre de 2001, 18:00 UTC | Irlanda                                 | 2:0 (1:0) | Irán | Lansdowne Road, Dublín,                                              |                                                                      |
|                                    | Ian Harte 44' (pen.) · Robbie Keane 50' | Reporte   |      | Asistencia: 36,538 espectadores Árbitro(s): Antônio Pereira da Silva | Asistencia: 36,538 espectadores Árbitro(s): Antônio Pereira da Silva |

| 15 de noviembre de 2001, 17:30 UTC+3:30 | Irán                | 1:0 (0:0) | Irlanda | Azadi Stadium, Tehran,                                      |                                                             |
|                                         | Y. Golmohammadi 90' | Reporte   |         | Asistencia: 100,000 espectadores Árbitro(s): William Mattus | Asistencia: 100,000 espectadores Árbitro(s): William Mattus |

La República de Irlanda clasificó con el resultado agregado de 2–1.

### Repesca Intercontinental OFC–CONMEBOL
| 20 de noviembre de 2001, 20:15 UTC+11 | Australia               | 1:0 (0:0)        | Uruguay | Melbourne Cricket Ground, Melbourne,                        |                                                             |
|                                       | Kevin Muscat 78' (pen.) | (Report) Reporte |         | Asistencia: 84,656 espectadores Árbitro(s): Graziano Cesari | Asistencia: 84,656 espectadores Árbitro(s): Graziano Cesari |

| 25 de noviembre de 2001, 16:00 UTC-3 | Uruguay                               | 3:0 (1:0)        | Australia | Estadio Centenario, Montevideo,                         |                                                         |
|                                      | Darío Silva 14' · R. Morales 70', 90' | (Report) Reporte |           | Asistencia: 62,000 espectadores Árbitro(s): Ali Bujsaim | Asistencia: 62,000 espectadores Árbitro(s): Ali Bujsaim |

Uruguay clasificó con el resultado agregado de 3–1.

## Equipos clasificados
| N.º | Equipo         | Detalle                                           | Fecha de clasificación   | Part. | Cons. | Última | Mejor presentación                           | Ranking FIFA | Ranking FIFA |
| --- | -------------- | ------------------------------------------------- | ------------------------ | ----- | ----- | ------ | -------------------------------------------- | ------------ | ------------ |
| 1   | Corea del Sur  | Anfitrión                                         | 31 de mayo de 1996       | 6     | 5     | 1998   | Primera ronda (1954, 1986, 1990, 1994, 1998) | 26           | 40           |
| 1   | Japón          | Anfitrión                                         | 31 de mayo de 1996       | 2     | 2     | 1998   | Primera ronda (1998)                         | 51           | 32           |
| 3   | Francia        | Campeón de la Copa Mundial de Fútbol de 1998      | 12 de julio de 1998      | 11    | 2     | 1998   | Campeón (1998)                               | 18           | 1            |
| 4   | Camerún        | 1° del Grupo A en la fase 2 de la CAF             | 1° de julio de 2001      | 5     | 4     | 1998   | Cuartos de final (1990)                      | 38           | 17           |
| 5   | Sudáfrica      | 1° del Grupo E en la fase 2 de la CAF             | 1° de julio de 2001      | 2     | 2     | 1998   | Primera ronda (1998)                         | 24           | 37           |
| 6   | Túnez          | 1° del Grupo D en la fase 2 de la CAF             | 15 de julio de 2001      | 3     | 2     | 1998   | Primera ronda (1978, 1998)                   | 29           | 31           |
| 7   | Senegal        | 1° del Grupo C en la fase 2 de la CAF             | 21 de julio de 2001      | 1     | 1     | Debut  | Sin participaciones previas                  | 70           | 42           |
| 8   | Nigeria        | 1° del Grupo B en la fase 2 de la CAF             | 29 de julio de 2001      | 3     | 3     | 1998   | Octavos de final (1994, 1998)                | 40           | 27           |
| 9   | Argentina      | 1° en la Clasificación de Conmebol                | 15 de agosto de 2001     | 13    | 8     | 1998   | Campeón (1978, 1986)                         | 3            | 3            |
| 10  | Polonia        | 1° del Grupo 5 de la UEFA                         | 1° de septiembre de 2001 | 6     | 1     | 1986   | Tercer lugar (1974, 1982)                    | 26           | 38           |
| 11  | Suecia         | 1° del Grupo 4 de la UEFA                         | 5 de septiembre de 2001  | 10    | 1     | 1994   | Subcampeón (1958)                            | 19           | 19           |
| 12  | España         | 1° del Grupo 7 de la UEFA                         | 5 de septiembre de 2001  | 11    | 7     | 1998   | Cuarto lugar (1950)                          | 8            | 8            |
| 13  | Costa Rica     | 1° del Hexagonal final de la Concacaf             | 5 de septiembre de 2001  | 2     | 1     | 1990   | Octavos de final (1990)                      | 31           | 29           |
| 14  | Rusia          | 1° del Grupo 1 de la UEFA                         | 6 de octubre de 2001     | 9     | 1     | 1994   | Cuarto lugar (1966)                          | 24           | 28           |
| 15  | Portugal       | 1° del Grupo 2 de la UEFA                         | 6 de octubre de 2001     | 3     | 1     | 1986   | Tercer lugar (1966)                          | 5            | 5            |
| 16  | Dinamarca      | 1° del Grupo 3 de la UEFA                         | 6 de octubre de 2001     | 3     | 2     | 1998   | Cuartos de final (1998)                      | 18           | 20           |
| 17  | Croacia        | 1° del Grupo 6 de la UEFA                         | 6 de octubre de 2001     | 2     | 2     | 1998   | Tercer lugar (1998)                          | 16           | 21           |
| 18  | Italia         | 1° del Grupo 8 de la UEFA                         | 6 de octubre de 2001     | 15    | 11    | 1998   | Campeón (1934, 1938, 1982)                   | 4            | 6            |
| 19  | Inglaterra     | 1° del Grupo 9 de la UEFA                         | 6 de octubre de 2001     | 11    | 2     | 1998   | Campeón (1966)                               | 9            | 12           |
| 20  | China          | 1° del Grupo B de la fase 2 de la AFC             | 7 de octubre de 2001     | 1     | 1     | Debut  | Sin participaciones previas                  | 60           | 50           |
| 21  | Estados Unidos | 2° del Hexagonal final de la Concacaf             | 7 de octubre de 2001     | 7     | 4     | 1998   | Tercer lugar (1930)                          | 19           | 13           |
| 22  | Arabia Saudita | 1° del Grupo A de la fase 2 de la AFC             | 21 de octubre de 2001    | 3     | 3     | 1998   | Octavos de final (1994)                      | 30           | 34           |
| 23  | Ecuador        | 2° en la Clasificación de Conmebol                | 7 de noviembre de 2001   | 1     | 1     | Debut  | Sin participaciones previas                  | 39           | 36           |
| 24  | Paraguay       | 4° en la Clasificación de Conmebol                | 8 de noviembre de 2001   | 6     | 2     | 1998   | Octavos de final (1986, 1998)                | 13           | 18           |
| 25  | México         | 3° del Hexagonal final de la Concacaf             | 11 de noviembre de 2001  | 12    | 3     | 1998   | Cuartos de final (1970, 1986)                | 11           | 7            |
| 26  | Bélgica        | Ganador de la repesca de la Clasificación de UEFA | 14 de noviembre de 2001  | 11    | 6     | 1998   | Cuarto lugar (1986)                          | 33           | 23           |
| 27  | Alemania       | Ganador de la repesca de la Clasificación de UEFA | 14 de noviembre de 2001  | 15    | 13    | 1998   | Campeón (1954, 1974, 1990)                   | 14           | 11           |
| 28  | Eslovenia      | Ganador de la repesca de la Clasificación de UEFA | 14 de noviembre de 2001  | 1     | 1     | Debut  | Sin participaciones previas                  | 27           | 25           |
| 29  | Turquía        | Ganador de la repesca de la Clasificación de UEFA | 14 de noviembre de 2001  | 2     | 1     | 1954   | Primera ronda (1954)                         | 34           | 22           |
| 30  | Brasil         | 3° en la Clasificación de Conmebol                | 14 de noviembre de 2001  | 17    | 17    | 1998   | Campeón (1958, 1962, 1970, 1994)             | 2            | 2            |
| 31  | Irlanda        | Ganador de la repesca de la AFC/UEFA              | 15 de noviembre de 2001  | 3     | 1     | 1994   | Cuartos de final (1990)                      | 20           | 15           |
| 32  | Uruguay        | Ganador de la repesca de la Conmebol/OFC          | 25 de noviembre de 2001  | 10    | 1     | 1990   | Campeón (1930, 1950)                         | 24           | 24           |